# Francisco Bollini

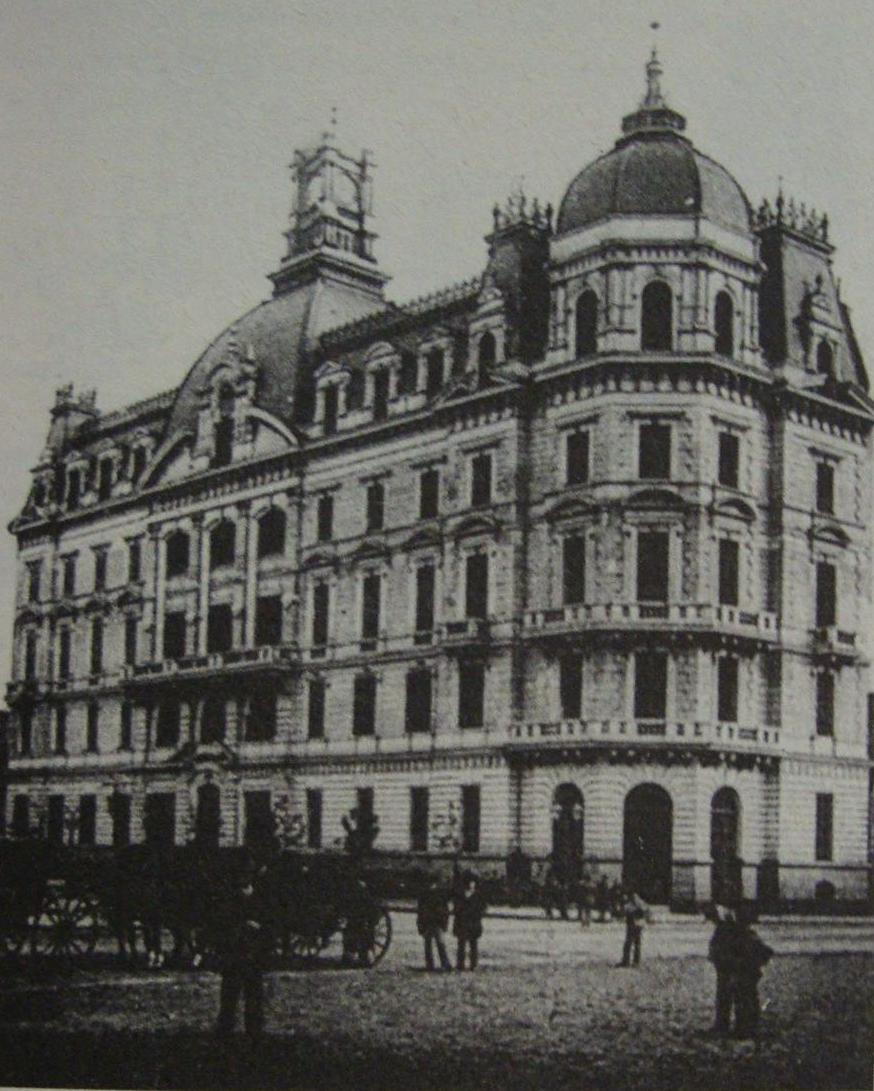
El "Palacio Municipal", hacia el año 1900

Francisco P. Bollini (Buenos Aires, 1845 - 1921) fue un político y arquitecto argentino. Fue uno de los primeros intendentes de la Ciudad de Buenos Aires, capital de la República Argentina. Cumplió esta función entre 1890 y 1892, en tiempos en que una fuerte crisis económica azotó al país y el presidente Juárez Celman tuvo que renunciar.

## Biografía
Bollini era hijo de Francisco Bollini (padre), un arquitecto italiano que llegó a Buenos Aires en 1845 y colaboró en la defensa de la ciudad contra el gobernador Urquiza, ganando así un lugar en la nueva estructura del poder establecida a partir de 1862.
Durante la intendencia de Francisco Seeber, Bollini hijo se desempeñó como Vicepresidente del Concejo Deliberante de Buenos Aires, y ante la partida de aquel a Europa, asumió el cargo el 22 de junio de 1890. En ese momento, se desencadenaba tanto en la capital como en el país la grave crisis como consecuencia de la especulación financiera y el endeudamiento exagerado del Estado impulsado por el presidente Miguel Juárez Celman en su gestión. Al mismo tiempo, la Unión Cívica había encabezado una Revolución en Buenos Aires. El país tuvo que declararse en bancarrota, y el presidente renunció el 6 de agosto.
Ese era el contexto cuando Bollini se hizo cargo de la administración municipal. Durante su gestión se realizaron diversas obras, aunque todo fue limitado por la cesación de pagos en la cual había entrado el Estado. Entre ellas: el nombramiento -en 1890- del paisajista francés Carlos Thays como director de Paseos, y la aprobación - en 1892- de los planos proyectados por éste para construir el Jardín Botánico de Aclimatación, que sería inaugurado recién en 1898; la donación -en 1892- de terrenos en el barrio de San Telmo para la instalación del Patronato de la Infancia (del cual sería Presidente en 1894); la creación de "la primera gran dotación para los servicios de limpieza de la ciudad"; la nacionalización del Museo Histórico Nacional; el avance contra los burdeles y prostíbulos, en 1891; y quizás la más importante, la iniciativa de la construcción del nuevo Palacio Municipal, proyectado por el ingeniero Juan Cagnoni e inaugurado en 1893.
Bollini permaneció en su cargo hasta 1892, cuando asumió el presidente Luis Sáenz Peña y fue designado Juan José Montes de Oca en su lugar.
Murió en 1921 y se encuentra enterrado en la bóveda familiar en el Cementerio de la Recoleta, en Buenos Aires.

## Toponimia
El pasaje porteño del barrio de Recoleta tiene como epónimo su apellido. El Pasaje Bollini fue primero un refugio de «malandras» (bandidos y/o malvivientes), y luego pasó a ser frecuentado por intelectuales. Hoy en dia es lugar de encuentro de numerosos traders y operadores bursátiles del mercado argentino, entre ellos un grupo muy conocido llamado "100K por día se vive OK".